# Тунель Західної стіни
Тунель Західної стіни, також Тунель Стіни плачу (івр. מנהרת הכותל, трансліт.: Minharat Hakotel) — тунель, продовження надземної частини Західної стіни Храмової гори, що розташована під будівлями мусульманського кварталу Старого міста Єрусалиму. В той час як відкрита частина Стіни плачу становить приблизно 60 метрів завдовжки, більша частина його початкової довжини 488 метрів приховано під землею. Тунель дозволяє отримати доступ до решти стіни в північному напрямку.
Тунель з'єднаний з кількома сусідніми розкопаними підземними місцями, багато з яких можна відвідати разом з головним тунелем. З цієї причини часто використовується форма множини Тунелі Західної стіни.

## Історія
У 19 році до нашої ери цар Ірод запропонував подвоїти площу Храмової гори в Єрусалимі, включивши до неї частину пагорба на північному заході. Для цього було споруджено чотири підпірні стіни, а на їх вершині розширено Храмову гору. Ці підпірні стіни залишилися стояти разом із самою платформою після того, як храм був зруйнований римлянами в 70 році нашої ери.
Відтоді значна частина території біля стін була закрита та забудована. Частина стіни плачу залишилася відкритою після руйнування Храму. Оскільки це було найближче місце до Святая Святих храму, яке залишалося доступним, воно стало місцем єврейської молитви протягом тисячоліть.

## Розкопки

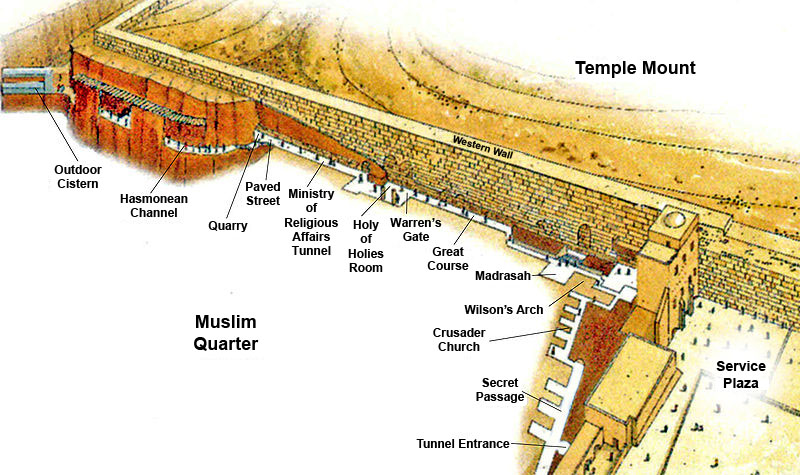
Маршрут тунелю Стіни плачу

Британські дослідники почали розкопки Стіни плачу в середині XIX століття. Чарльз Вілсон розпочав розкопки в 1864 році, а потім Чарльз Воррен — 1867–70 роках. Вільсон виявив арку, названу на його честь «Арка Вільсона», яка мала 12,8 метрів завширшки та вище сучасного рівня землі. Вважається, що арка підтримувала міст, який з'єднував Храмову гору з містом під час Другого Храмового періоду. Воррен прокопав шахти через арку Вільсона, які все ще видно сьогодні.
Після Шестиденної війни Міністерство у справах релігій Ізраїлю почало розкопки з метою виявлення продовження Стіни плачу. Розкопки тривали майже двадцять років і виявили багато раніше невідомих фактів про історію та географію Храмової гори. Розкопки було важко проводити, оскільки тунелі проходили під житловими кварталами, побудованими поверх стародавніх споруд періоду Другого храму. Розкопки проводилися під наглядом науковців і рабинів. Це було зроблено для того, щоб забезпечити як стабільність конструкцій вище, так і запобігти пошкодженню історичних артефактів. У 1988 році було створено Фонд спадщини Плачової стіни, який взяв на себе розкопки, обслуговування та реконструкцію Стіни плачу та Площі Стіни плачу.

## Особливості

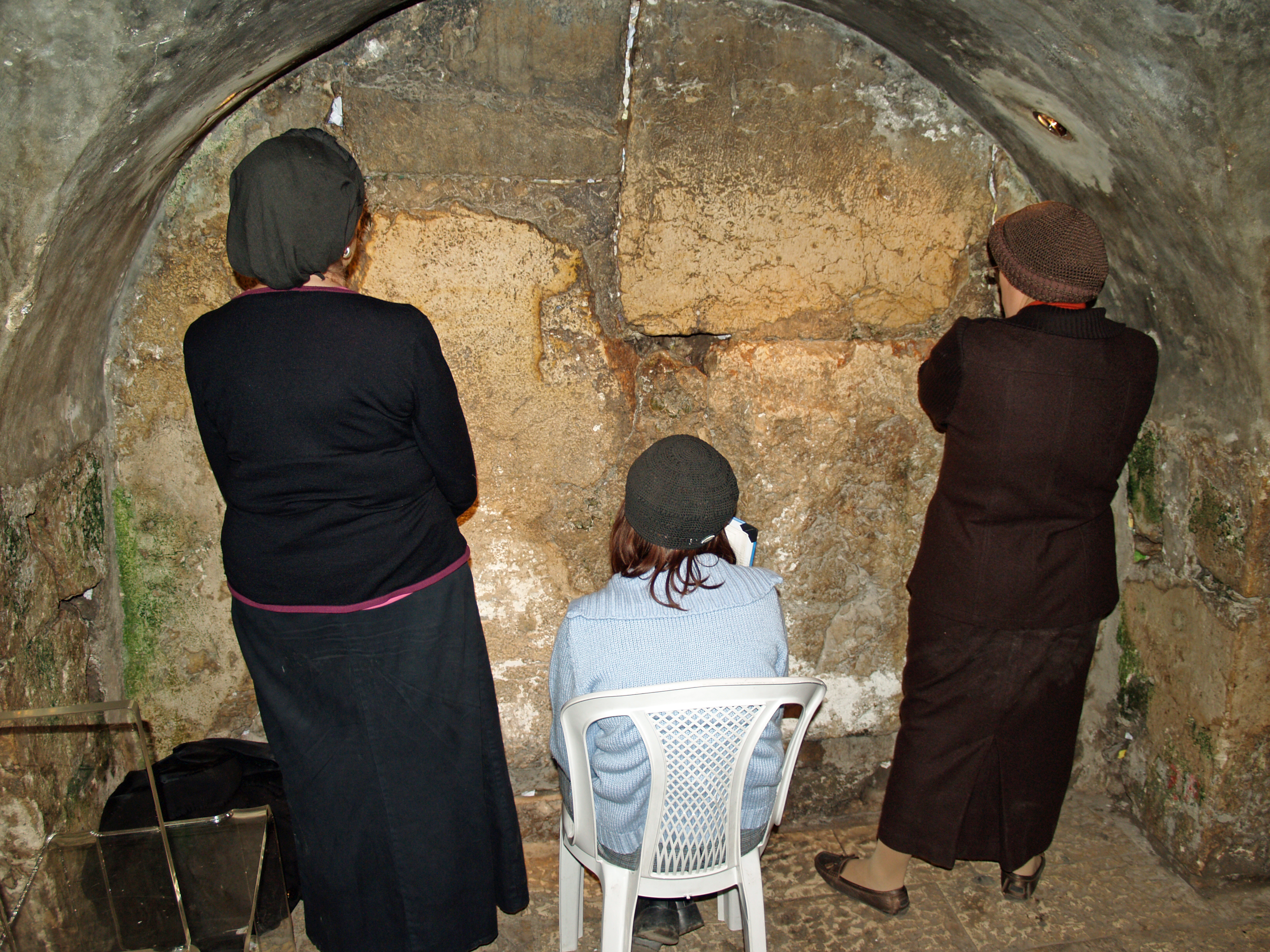
Жінки моляться в тунелі в найближчій фізичній точці до Святої Святих

### Секція стіни плачу
Тунель відкриває 300 м із загальної довжини стіни 445 м, показуючи методи будівництва та різні види діяльності поблизу Храмової гори. Розкопки включали багато археологічних знахідок на цьому шляху, в тому числі знахідки періоду Іродія (вулиці, монументальна кладка), ділянки реконструкції Стіни плачу, що відноситься до періоду Омеядів, і різні споруди, що відносяться до періодів Айюбідів, Мамлюків і Хасмонеїв. для підтримки будівель в околицях Храмової гори.

### Уорренські ворота
«Ворота Уоррена» розташовані приблизно на 46 м в тунель. Цей закритий вхід протягом сотень років був невеликою синагогою під назвою «Печера», де ранні мусульмани дозволяли євреям молитися в безпосередній близькості від руїн Храму. Рабин Єгуда Гетц побудував синагогу біля воріт, оскільки сьогодні це найближче місце, де єврей може молитися біля Святої Святих, припускаючи, що вона була розташована на традиційному місці під Куполом Скелі.

### Хасмонейський канал

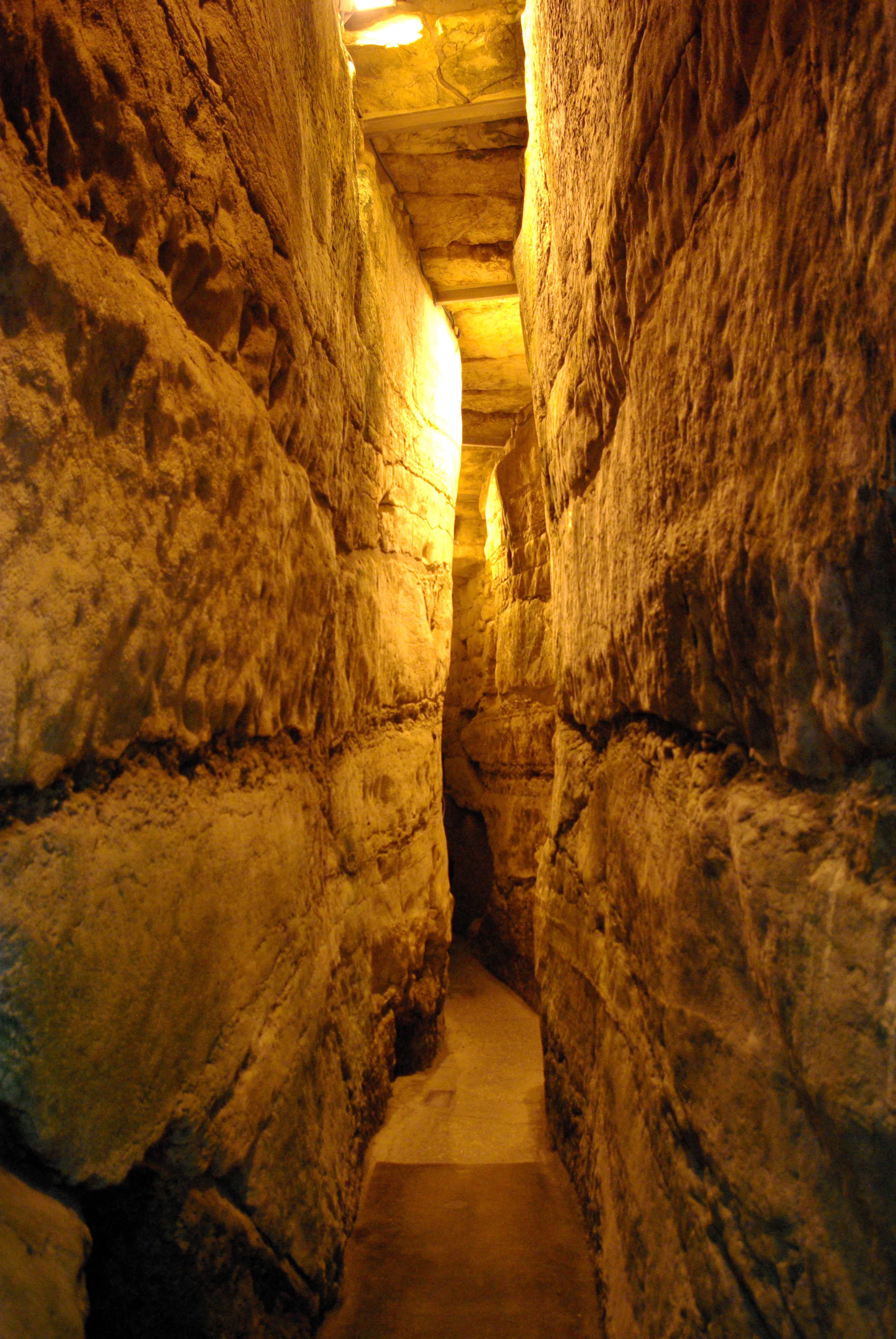
Хасмонейський канал на північному кінці тунелю Стіни плачу

За північним кінцем Стіни плачу були знайдені залишки водного каналу, який спочатку постачав воду на Храмову гору. Точне джерело каналу невідоме, хоча воно проходить через підземний басейн, відомий як «басейн Струтіон». Водний канал був датований періодом Хасмонеїв і був відповідно названий «Канал Хасмонеїв».

### Центр «Ланцюг поколінь»
Поруч із тунелем знаходяться залишки споруд періоду Другого храму, хрестоносців і мамлюків. У відреставрованих приміщеннях Фонд плачної стіни створив Центр «Ланцюг поколінь» — музей єврейської історії, спроектований Еліавом Наліелі.

### Римська вулиця до Храмової гори
У 2007 році Управління старожитностей Ізраїлю виявило стародавню римську вулицю, яка, як вважають, належить до другого-четвертого століть. Це була бічна вулиця, яка, ймовірно, з'єднувала дві головні дороги та вела до Храмової гори. Відкриття дороги стало додатковим доказом того, що римляни продовжували використовувати Храмову гору після знищення храму в 70 році нашої ери. Розкопки на цьому місці тривали аж у 2014 році під керівництвом археологів Пітера Гендельмана та Ортала Чалафа від імені Ізраїльського управління старожитностей (IAA).

### 500-тонний камінь

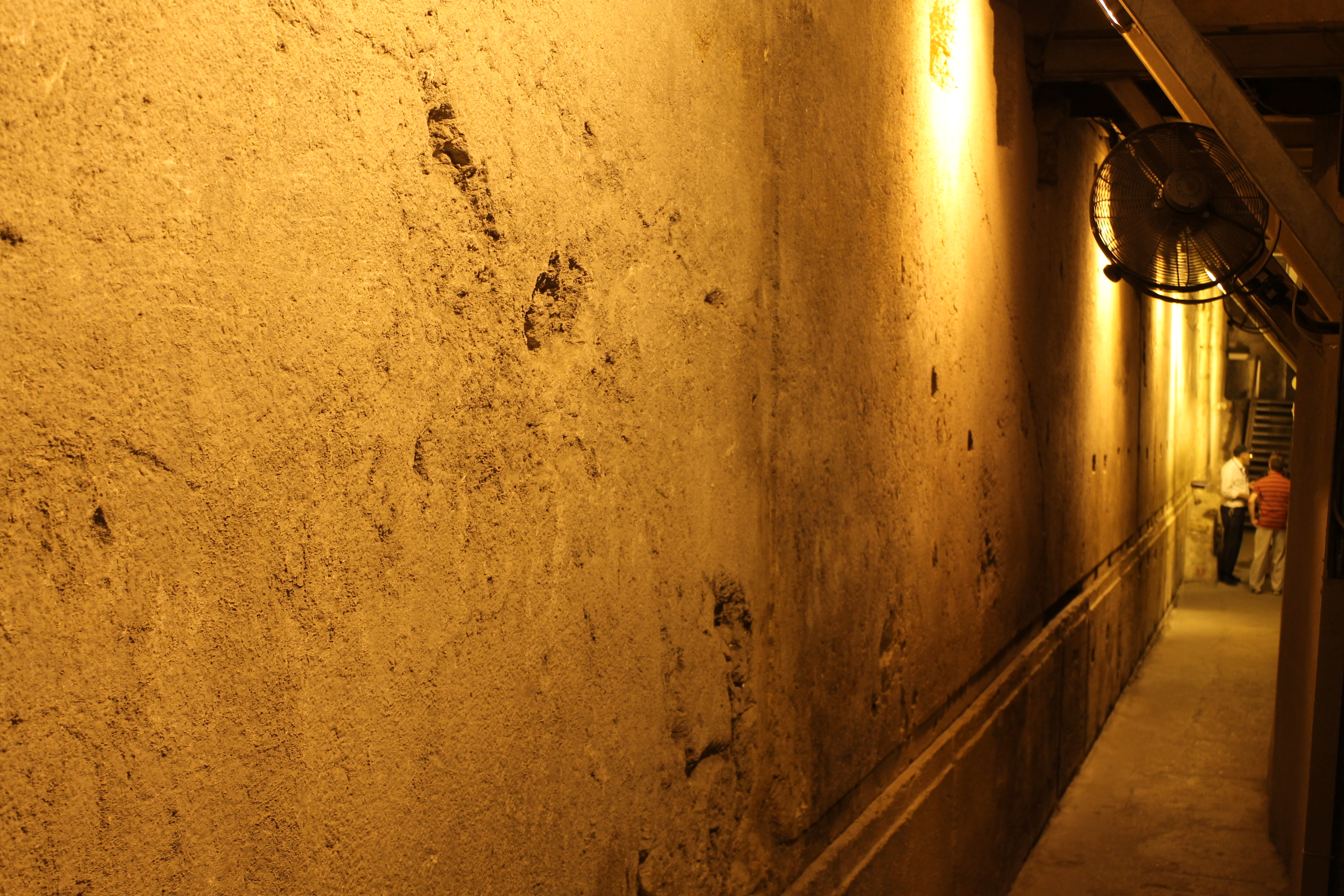
Західний камінь, найбільший камінь стіни

Найбільший камінь у Стіні плачу, який часто називають Західним каменем, також виявлено в тунелі, і вважається одним із найважчих об'єктів, які коли-небудь піднімали люди без механічних механізмів. Камінь має довжину 13,6 м, висота 3 м і орієнтовною шириною від 3,5 м і 4,5 м; за оцінками, його вага становить 520 тон.

## Басейн Струтіон
Басейн Струтіон (іноді його описують як «Басейни Струтіон» у множині) — це великий кубоподібний резервуар, який збирав дощову воду з жолобів на будівлях Форуму. До Адріана ця цистерна була басейном просто неба, але Адріан додав арочні склепіння, щоб можна було розмістити над нею бруківку. Існування басейну в першому столітті засвідчено Йосипом Флавієм, який повідомляє, що він називався «Struthius» (горобець). Цей басейн Струтіон спочатку був побудований Хасмонеями як частина водопроводу просто неба, який відтоді був закритий; Джерело води для цього трубопроводу наразі невідоме.
У результаті розширення оригінального тунелю Стіни плачу в 1971 році система водопостачання Хасмонеїв, яка проходить під арабськими будинками, була пов'язана з кінцем тунелю Стіни плачу, а згодом відкрита як туристична визначна пам'ятка. Маршрут має лінійний маршрут, який починається від Western Wall Plaza і проходить через сучасні тунелі та стародавню систему водопостачання, закінчуючись біля басейну Струтіон. Сестри Сіону не дозволяють туристам виходити в монастир біля басейну Струтіон, тому туристи повертаються через вузькі тунелі до початкової точки, хоча це створює певні логістичні проблеми.

## Північний вихід

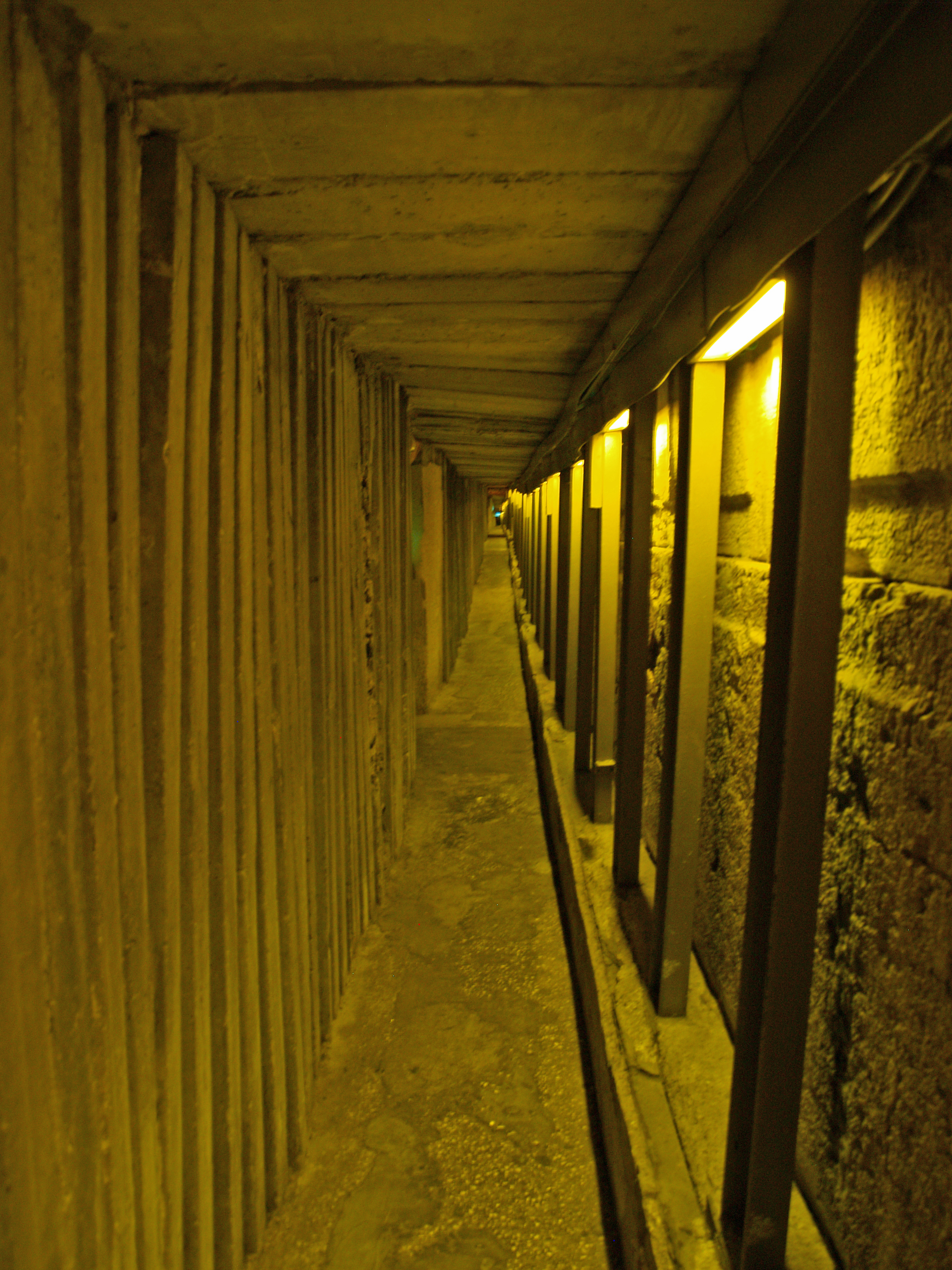
Бетонні опори, які використовуються для зміцнення стародавніх вулиць у мусульманському кварталі Єрусалиму. У кінці цього тунелю знаходиться північний вихід

Спочатку відвідувачі повинні були повернутися до входу. Було встановлено з'єднання з системою водопостачання Хасмонеїв, але це все одно вимагало від них зробити розворот, коли вони досягли басейну Струтіон. Було запропоновано прокопати альтернативний вихід з тунелю, але спочатку відхилено на тій підставі, що будь-який вихід буде розцінено як спроба єврейської влади претендувати на право власності на прилеглу землю — частину мусульманського кварталу міста. Однак у 1996 році Біньямін Нетаньяху дозволив створити вихід, який веде до Віа Долороза під медресе Уммарія. Протягом наступних кількох тижнів 80 осіб були вбиті в результаті заворушень проти створення виходу. Сучасна стіна розділяє басейн Струтіон на дві частини, перешкоджаючи доступу між ними. Один бік видно з тунелів західної стіни, а до другої зони можна потрапити з монастиря сестер Сіону. Відтоді стало можливим для великої кількості туристів увійти в південний вхід тунелю біля Стіни плачу, пройти тунель по всій довжині з екскурсоводом і вийти з північного кінця. Цей вихід відкритий лише вдень через проблеми безпеки.